# (39) Lætitia
(39) Lætitia (désignation internationale (39) Laetitia), est un astéroïde de la ceinture principale découvert par Jean Chacornac le 8 février 1856 à Paris et nommé par Urbain Le Verrier en hommage à Lætitia, déesse romaine, personnification de la joie et du bonheur.

## Compléments